# ФК Бешикташ
ФК Бешикташ (тур. Beşiktaş Jimnastik Kulübü) је турски фудбалски клуб из Истанбула. Клуб је основан 1903. године, а регистрован 13. јануара 1910, као први регистровани спортски клуб у Турској. Бешикташ игра на стадиону Водафон парк који има капацитет од 41.188 места.

## Титуле
- Првенство Турске
  - Шампиони (16) : 1956-57, 1957-58 (победе 57е и 58е нису права турска лига, већ федерацијски куп), 1959-60, 1965-66, 1966-67, 1981-82, 1985-86, 1989-90, 1990-91, 1991-92, 1994-95, 2002-03, 2008-09, 2015-16, 2016-17, 2020-21.
  - Другопласирани (14) : 1962-63, 1963-64, 1964-65, 1967-68, 1973-74, 1984-85, 1986-87, 1987-88, 1988-89, 1992-93, 1996-97, 1998-99, 1999-00, 2006-07.
- Куп Турске
  - Шампиони (11) : 1975, 1989, 1990, 1994, 1998, 2006, 2007, 2009, 2011, 2021, 2024.
  - Финалисти (6) : 1966, 1977, 1984, 1993, 1999, 2002.
- Суперкуп Турске
  - Шампиони (10) : 1967, 1974, 1986, 1989, 1992, 1994, 1998, 2006, 2021, 2024.
  - Финалисти (12) : 1966, 1975, 1977, 1982, 1990, 1991, 1993, 1995, 2007, 2009, 2016, 2017.

## Стадион
БЈК Инени је био изграђен у периоду Исмета Иненија, другог председника Републике Турске, а отворен је 19. маја 1947. Први меч игран на стадиону је био између Бешикташа и шведског ФК АИК. Радови на реновирању су завршени 2004. када су димензије терена проширене на 105x68 метара које УЕФА захтевала. Тартан стаза је уклоњена у оквиру тих активности и терен је спуштен за 4 метра да би се повећао капацитет стадиона на 32.145 места.
Према великог фудбалској легенди Пелеу, БЈК Инени има најлепши поглед од свих стадиона на свету. То је једини стадион у свету са кога фудбалски навијач може да види два континента, Европу и Азију.

## Навијачи
Бешикташ је један од клубова који имају највећи број навијача поред Галатасараја и Фенербахчеа. Такође постоји много група које подржавају Бешикташ. Заправо, Карси (Базар) је најпознатија међу доста других навијачких група Бешикташа.